# جون والتر كريستي
جون والتر كريستي (بالإنجليزية: John Walter Christie)‏ ‏ (6 مايو 1865 - 11 يناير 1944) مهندس ومخترع أمريكي اشتهر لختراعه نظام التعليق كريستي والذي تم استخدامه في تصميم دبابات الحرب العالمية الثانية لا سيما في دبابات تي-34 وبي تي-7 السوفييتية.